# Michael Small
Michael Small (New York, 30 maggio 1939 – New York, 24 novembre 2003) è stato un compositore statunitense.
Ha composto musiche per film, documentari, spot pubblicitari e serie televisive. È morto all'età di 64 anni, per un cancro alla prostata.

## Filmografia parziale

### Cinema
- Mannequin - Frammenti di una donna (Puzzle of a Downfall Child), regia di Jerry Schatzberg (1970)
- Una squillo per l'ispettore Klute (Klute), regia di Alan J. Pakula (1971)
- The Sporting Club, regia di Larry Peerce (1971)
- Spirale d'odio (Child's Play), regia di Sidney Lumet (1972)
- Amore, dolore e allegria (Love and Pain and the Whole Damn Thing), regia di Alan J. Pakula (1973)
- Perché un assassinio (The Parallax View), regia di Alan J. Pakula (1974)
- La fabbrica delle mogli (The Stepford Wives), regia di Bryan Forbes (1975)
- Bersaglio di notte (Night Moves), regia di Arthur Penn (1975)
- Detective Harper: acqua alla gola (The Drowning Pool), regia di Stuart Rosenberg (1975)
- Il maratoneta (Marathon Man), regia di John Schlesinger (1976)
- Uomo d'acciaio (Pumping Iron) - film documentario, regia di Robert Fiore e George Butler (1977)
- Audrey Rose, regia di Robert Wise (1977)
- Driver l'imprendibile (The Driver), regia di Walter Hill (1978)
- Girlfriends, regia di 	Claudia Weill (1978)
- Arriva un cavaliere libero e selvaggio (Comes a Horseman), regia di Alan J. Pakula (1978)
- Sindrome cinese (The China Syndrome), regia di James Bridges (1979)
- Vivere alla grande (Going in Style), regia di Martin Brest (1979)
- Il postino suona sempre due volte (The Postman Always Rings Twice), regia di Bob Rafelson (1981)
- Chiamami aquila (Continental Divide), regia di Michael Apted (1981)
- Il volto dei potenti (Rollover), regia di Alan J. Pakula (1981)
- Condannato a morte per mancanza di indizi (The Star Chamber), regia di Peter Hyams (1983)
- Firstborn, regia di Michael Apted (1984)
- Target - Scuola omicidi (Target), regia di Arthur Penn (1985)
- La vedova nera (Black Widow), regia di Bob Rafelson (1987)
- Lo squalo 4 - La vendetta (Jaws: The Revenge), regia di Joseph Sargent (1987)
- Un ostaggio di riguardo (Orphans), regia di Alan J. Pakula (1987)
- 1969 - I giorni della rabbia (1969), regia di Ernest Thompson (1988)
- Ci penseremo domani (See You in the Morning), regia di Alan J. Pakula (1989)
- Le montagne della luna (Mountains of the Moon), regia di Bob Rafelson (1990)
- American Dream - film documentario, regia di Barbara Kopple, Cathy Caplan, Thomas Haneke e Lawrence Silk (1990)
- L'impero del crimine (Mobsters), regia di Michael Karbelnikoff (1992)
- Giochi d'adulti (Consenting Adults), regia di Alan J. Pakula (1992)
- Wagons East!, regia di Peter Markle (1994)

### Televisione
- Alex Haley's Queen - miniserie TV (1993)
- Marlowe - Omicidio a Poodle Springs (Poodle Springs) - film TV, regia di Bob Rafelson (1998)
- South Pacific - film TV, regia di Richard Pearce (2001)
- Nero Wolfe (A Nero Wolfe Mystery) - serie TV, 20 episodi (2001-2002)